# NGC 443
NGC 443 je galaksija u zviježđu Ribe.

## Vanjske poveznice
- SEDS: NGC 443